# 石川安次郎

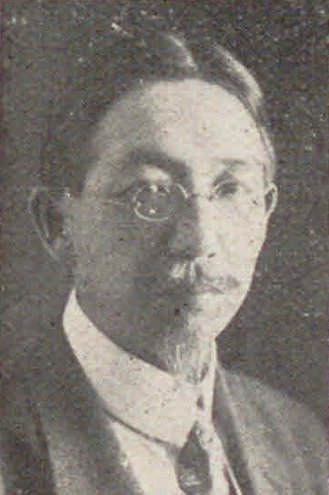
石川安次郎

石川 安次郎（いしかわ やすじろう、1872年9月19日〈明治5年8月17日〉- 1925年〈大正14年〉11月12日）は、明治・大正期の日本のジャーナリスト、代議士。号は半山（はんざん）で、通称石川半山。他の筆名に呑海、城北隠士。

## 経歴
岡山藩士・石川彦衛の次男。岡山市一番町生まれ。慶應義塾を卒業後、ただちに『庚寅新誌』の記者となる。
次いで『信濃日報』主筆、『中央新聞』経済部長、『東京毎日新聞』主筆、次いで『報知新聞』に引き抜かれて北京に留まること5年、記者として北清事変（義和団の乱）に従軍し、中支那の外交機密を紙面で暴露して世間を驚かせた。次いで特派員としてポーツマス会議を取材。報知新聞主筆を経て一時『東京朝日新聞』に在籍したが、最終的に『萬朝報』の主筆として論陣を張り、「政界ゴシップの天才」といわれるようになる。1924年5月に衆議院議員（憲政会）に選出される。
社会活動では、幸徳秋水らと「普通選挙期成同盟会」に参加。足尾銅山鉱毒事件における田中正造の直訴にも参画するなどし、他支那事情に通じて粛親王を推重して『粛親王傳』を刊行した。第一次護憲運動においては中村太八郎らとともに普通選挙同盟会を組織している。その他、沼間守一を始めとする幕末明治期の人物の評伝もかなり多い。

## 著書

### 単著
- 『呑海物語』庚寅新誌社、1892年2月。 NCID BA72173609。全国書誌番号:41017449。
- 『沼間守一』毎日新聞社、1901年7月。 NCID BN06341189。全国書誌番号:20098030。
  - 『沼間守一』大空社〈伝記叢書 111〉、1993年6月。ISBN 9784872364101。 NCID BN09335207。全国書誌番号:94020342。
- 『当世人物評』金港堂書籍、1902年6月。 NCID BA79000391。全国書誌番号:40016405。
  - 「当世人物評（抄）」『明治人物論集』筑摩書房〈明治文学全集 92〉、1970年5月。ISBN 9784480103925。 NCID BN01054419。全国書誌番号:75000193。
  - 『当世人物評』（復刻版）大空社〈列伝叢書 16〉、1995年2月。ISBN 9784872365580。 NCID BN12200385。全国書誌番号:96010894。
- 『露国の志士、愛蘭の佳人 大西洋航海記の一節』警醒社書店、1906年10月。 NCID BA87016171。
- 『世界的大競走』 前後巻、金尾文淵堂・梁江堂、1908年12月-1907年7月。全国書誌番号:41009604。
- 『神経衰弱及其回復』好学会、1909年7月。全国書誌番号:40057375。
- 『鉄胆阿川太良』平井義一、1910年3月。全国書誌番号:40017935。
- 『烏飛兎走録』北文館、1912年11月。 NCID BA51513753。全国書誌番号:43014612。
  - 「烏飛兎走録」『日本人物誌選集』 第9巻、紀田順一郎監修・解説（復刻版）、クレス出版、2008年2月。ISBN 9784877334116。 NCID BA51513753。全国書誌番号:43014612。
- 『大正政界之裏面』大正書院、1915年8月。
  - 『大正政界之裏面』（再版）大正書院、1915年9月。
  - 『大正政界之裏面』（改訂3版）大正書院、1916年2月。 NCID BA36485459。全国書誌番号:43006771。
- 『粛親王』警醒社書店、1916年7月。 NCID BN04769640。全国書誌番号:43018749。
- 『教訓 お伽百話』春江堂書店〈ポケットお伽叢書 1〉、1917年3月。全国書誌番号:42001631。
- 『改造中の世界を旅行して』南北社、1920年4月。 NCID BN07036136。全国書誌番号:43029785。
- 『孤山の片影』石川安次郎、1923年4月。 NCID BN1203073X。全国書誌番号:43042999。
  - 『孤山の片影 山辺丈夫』由井常彦監修（復刻版）、ゆまに書房〈人物で読む日本経済史 第13巻〉、1998年12月。ISBN 9784897146065。 NCID BA39421281。全国書誌番号:43042999。
- 『陣笠の悲哀 費用調達四苦八苦』大文字書院、1936年2月。全国書誌番号:44021975。
- 『昭和快傑伝』東亜書房、1936年8月。全国書誌番号:44024935。
- 『内閣大改造成功の舞台裏を語る』トツプ・ニユース社、1938年6月。全国書誌番号:44024246。
- 『宇垣退場の理由と真相』教材社、1938年10月。全国書誌番号:44021849。
- 『平沼騏一郎と久原房之助』大文字書院、1939年1月。全国書誌番号:44033333。
- 『日独伊三国同盟と日本の進路』亜細亜出版社、1940年10月。全国書誌番号:44030898。

### 編集
- 『清国征討史』岡島幸次郎、1894年9月。全国書誌番号:40013980。
- 阿川太良『鉄胆遺稿』平井茂一、1910年6月。全国書誌番号:40010224。
- 『ポケット教訓百話』湯浅春江堂、1911年8月。全国書誌番号:40001354。
- 島田三郎『議会演説集』島田三郎全集刊行会〈島田三郎全集 第1巻〉、1924年6月。 NCID BN10386329。全国書誌番号:43046831。
  - 島田三郎『議会演説集』（編集復刻増補版）龍溪書舎〈島田三郎全集 第1巻〉、1989年5月。ISBN 9784844733164。 NCID BN04118835。全国書誌番号:90006934。